# Unterauerbach (Schwarzach bei Nabburg)

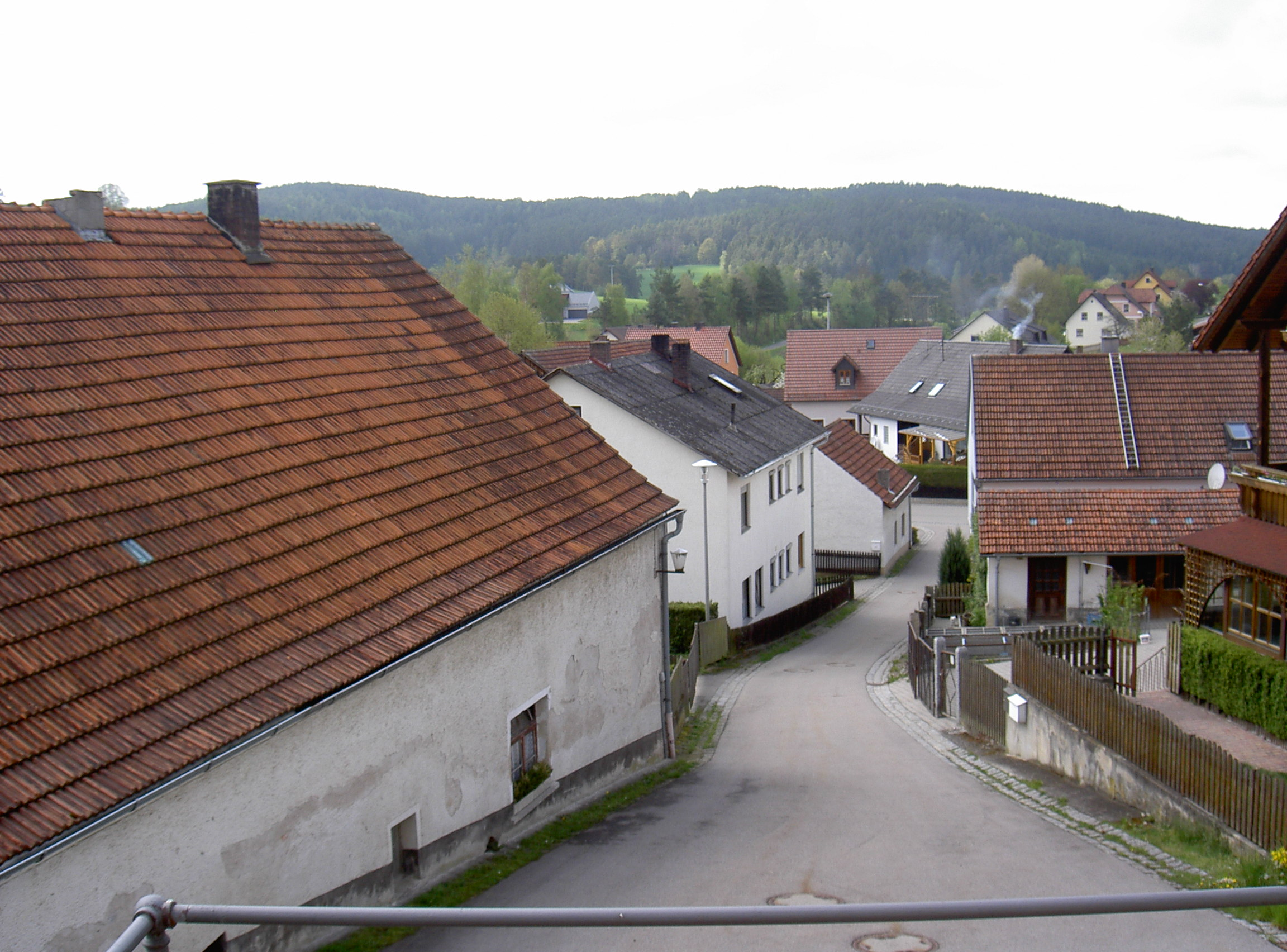
Unterauerbach im Jahr 2014

Unterauerbach ist ein Ortsteil der Gemeinde Schwarzach bei Nabburg im Oberpfälzer Landkreis Schwandorf (Bayern).

## Geographische Lage
Unterauerbach befindet sich in der Region Oberpfalz-Nord im Auerbachtal, etwa zwei Kilometer südöstlich der Mündung des Auerbachs in die Schwarzach. Es liegt ungefähr drei Kilometer südöstlich von Schwarzach.

## Geschichte

### Anfänge bis 18. Jahrhundert
Ein in Unterauerbach 1958 gefundenes Absatzbeil aus der mittleren Bronzezeit zeugt von der frühen Besiedelung des Auerbachtales. Es war schon im 9. Jahrhundert von Slawen besiedelt.
Im Jahr 1031 wurde Unterauerbach (auch Urpach, Urbach, Uerbach, Nidernawerpach, Nidern Awerpach, Underaurbach, Nidern Auerbach, Undern Aurbach) erstmals erwähnt. Ein Zeuge Marchwart von Urbach wurde 1150 genannt und 1179 ein Erchingpert von Urbach in einer Urkunde von St. Emmeram. Im Salbuch Ottos des Erlauchten, dem "Urbarium antiquissimum" wurde Unterauerbach Mitte des 13. Jahrhunderts als Teil des Amtes Schwarzach aufgeführt. Im Urbar von 1283 als herzogliches Amt und im Urbar von 1326 als Teil von Neunburg vorm Wald.
Das Salbuch von 1499 verzeichnete Unterauerbach mit drei Höfen, einer Taverne, einem Bräuhaus, einem Pfarrer und einem Frühmesner. 1622 hatte Unterauerbach eine Kirche, fünf Höfe, neun Güter, eine Sölde, eine Mühle und 11 Inwohner. 1631 wurden außerdem noch eine Tafern, eine Badstube, ein Schmied, 2 Pferde, 87 Rinder, 23 Schweine, 59 Schafe und 2 Ziegen aufgeführt. 1661, nach Ende des Dreißigjährigen Krieges, gab es in Unterauerbach 20 Anwesen, 2 Pferde, 47 Rinder, 8 Schweine, 20 Schafe und 7 Ziegen.
Ende des 18. Jahrhunderts hatte Unterauerbach eine Kirche, einen Pfarrhof, einen Pfarrer, ein Mesnerhaus, einen Mesner, eine Schmiede, einen Schmied, ein Hüthaus, zwei Hüter, eine Tafern, eine Mühle und insgesamt 36 Herdstätten.

### 19. Jahrhundert bis zur Gegenwart
Entsprechend einer Verordnung von 1808 wurde das Landgericht Neunburg vorm Wald in 55 Steuerdistrikte unterteilt. Dabei bildete Mitterauerbach mit den Ortschaften Mitterauerbach, Oberauerbach, Oed und Unterauerbach einen Steuerdistrikt. Unterauerbach hatte zu dieser Zeit einen Bader, einen Hufschmied, einen Kramer, einen Müller, zwei Schuhmacher, fünf Weber, einen Wirt und 25 Anwesen.
1820 wurden Ruralgemeinden gebildet. Dabei entstand die Ruralgemeinde Unterauerbach, die aus der Ortschaft Unterauerbach mit 27 Familien und der Ortschaft Öd mit 5 Familien bestand.
Ab 1830 bildete Unterauerbach zusammen mit den Ortschaften Mitterauerbach, Oberauerbach, Öd und Ödgarten eine selbständige Gemeinde.
1974 wurde die Gemeinde aufgelöst. Mitter- und Oberauerbach wurden in die Gemeinde Neunburg vorm Wald eingegliedert, Unterauerbach, Öd und Ödgarten kamen zu Schwarzach bei Nabburg. Jedoch wurden die Grenzen der evangelischen Kirchengemeinde, die davor mit denen des Altlandkreises Neunburg übereinstimmten, nicht verschoben. So gehört Unterauerbach immer noch zur evangelischen Kirchengemeinde Neunburg vorm Wald.

## Einwohnerentwicklung der Gemeinde Unterauerbach
| Jahr | Einwohner |
| ---- | --------- |
| 1840 | 403       |
| 1861 | 439       |
| 1867 | 420       |
| 1871 | 413       |
| 1890 | 411       |
| 1900 | 346       |
| 1910 | 334       |

| Jahr | Einwohner |
| ---- | --------- |
| 1919 | 346       |
| 1933 | 322       |
| 1939 | 287       |
| 1946 | 396       |
| 1950 | 353       |
| 1961 | 317       |

Am 31. Dezember 1990 hatte Unterauerbach 184 Einwohner und war Sitz der Pfarrei Unterauerbach, zu der außer Unterauerbach noch Krandorf, Mitterauerbach, Oberauerbach, Öd und Ödgarten gehörten. Auf dem Gebiet der Pfarrei gab es 313 Katholiken und 10 Nichtkatholiken.

## Sehenswürdigkeiten
- Die neuromanische Pfarrkirche St. Nikolaus aus dem Ende des 19. Jahrhunderts → Hauptartikel: St. Nikolaus (Unterauerbach)
- Der alte Pfarrhof neben der Kirche, ein Walmdachbau aus dem 17. Jahrhundert mit abgewinkeltem Grundriss